# زیخرون یاکوف
زیخرون یاکوف (به لاتین: Zikhron Ya'akov) یک منطقهٔ مسکونی در اسرائیل است که در استان حیفا واقع شده‌است.

## خواهرخوانده
شهرهای سن‌موریس، شرانتون-لو-پون و سنت موریتز خواهرخوانده‌های زیخرون یاکوف هستند.